# Grünbach (Neuschönau)
Grünbach ist ein Gemeindeteil der Gemeinde Neuschönau im Bayerischen Wald. Neben Schönanger und Neuschönau zählt es zu den ältesten Gemeindeteilen der Gemeinde.

## Geschichte
Historisch betrachtet zählte Grünbach wie Schönanger zu den sechs Walddörfern, die erst dem Landgrafen Johann I. von Leuchtenberg und nach dessen Schenkung dem Kloster Sankt Oswald unterstanden. Grünbach bestand aus sechs Lehen. Diese wurden im Dreißigjährigen Krieg niedergebrannt. Auch gab es bis zur Flurbereinigung in den 1970er Jahren Rechtlergründe, welche die sogenannten „Rechtler“ besaßen. Dies waren Nutzungsrechte für Wald, Wiesen und Wege.

## Religion
Die Dorfgemeinschaft baute an die Stelle der maroden älteren Holzkapelle 1988 eine neue, die Johannes dem Täufer geweiht ist.

## Vereine
Seit 1994 gibt es den Eisstock-Club Grünbach-Schneidermühle e.V.